# شهرستان هیکمن (تنسی)
شهرستان هیکمن، تنسی (به انگلیسی: Hickman County, Tennessee) یک سکونتگاه مسکونی در ایالات متحده آمریکا است که در تنسی واقع شده‌است.

## خصوصیات
شهرستان هیکمن ۱٬۵۸۷ کیلومترمربع مساحت دارد.